# Ribarredonda
Ribarredonda es una localidad española perteneciente al municipio de Riba de Saelices, en la provincia de Guadalajara. En 2024 contaba con 10 habitantes.

## Historia
La localidad pertenece al término municipal guadalajareño de Riba de Saelices, en la comunidad autónoma de Castilla-La Mancha. Antiguo municipio, a mediados del siglo XIX su población ascendía a 101 habitantes. En 2024 contaba con 10 habitantes. Ribarredonda aparece descrita en el decimotercer volumen del Diccionario geográfico-estadístico-histórico de España y sus posesiones de Ultramar de Pascual Madoz de la siguiente manera:

RIBA-REDONDA: l. con ayunt. en la prov. de Guadalajara (15 leg.), part. jud. de Cifuentes (6), aud. terr. de Madrid (25), dióc. de Sigüenza (6). sit.: en llano sobre terreno pedregoso con buena ventilacion y clima frio; las enfermedades mas comunes son dolores de costado y reumas: tiene 35 casas; la consistorial que sirve de cárcel; escuela de instruccion primaria frecuentada por 12 alumnos; una fuente de buenas aguas; una igl. parr. (San Benito), matriz de la de La Loma, servida por un cura y un sacristan; una ermita (La Soledad). térm. confina con los de La Riba de Saelices, La Lorma, Ablanque, Huerta Hernando, Espliegares y Saelices; dentro de él se encuentran varios corrales de cerrar ganado y hácia el S. de la pobl. se ve una ermita (la Purísima Concepcion); el terreno que participa de quebrado y llano con varios barrancos y valles, es flojo, pedregoso y todo de secano, sin embargo de que le atraviesa un arroyo que baja de Saelices; tiene buenos montes encinares. caminos: los que dirigen á los pueblos limítrofes, todos de herradura y en mal estado. corre: se recibe y despacha en la cab. del part. prod.: trigo, cebada, avena, garbanzos y otras legumbres, hortalizas, leñas de combustible y pastos, con los que se mantiene ganado lanar, cabrio, vacuno, mular y asnal; abunda la caza de perdices, conejos y liebres, algunos venados y corzos, y no faltan lobos y zorras. ind.: la agrícola, dos telares de lienzos ordinarios, un molino harinero y un batan. pobl.: 25 vec., 101 alm. cap. prod.: 618,000 rs. imp.: 30,900. contr.: 1,027.
(Madoz, 1849, p. 457)

## Demografía
| Gráfica de evolución demográfica de Ribarredonda entre 1842 y 1970 |
| |
| Población de derecho según los censos de población del INE Población de hecho según los censos de población del INEEntre el censo de 1981 y el anterior, este municipio desaparece porque se integra en el municipio Riba de Saelices |